# Berta Boncza

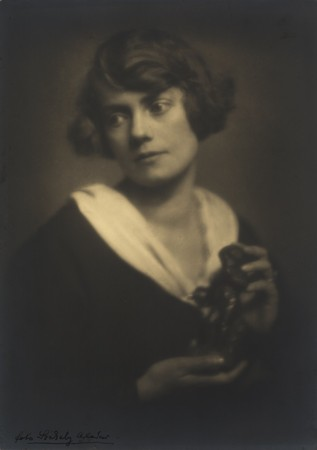
Fotografia di Berta Boncza di Aladár Székely

Berta Boncza (Csucsa, 7 giugno 1894 – Budapest, 24 ottobre 1934) è stata una scrittrice ungherese.

## Biografia
Suo padre, l'avvocato Miklós Boncza (1847-1917), era un membro del parlamento ungherese nonché un importante latifondista. Sua madre invece era Berta Török, figlia della sorella di Miklós.
Cresciuta in un piccolo villaggio dell'attuale Romania, dal 1910 la futura scrittrice andò a studiare per quattro anni presso l'istituto scolastico femminile Le Marronier a Lutry, in Svizzera, dove appena sedicenne affascinò con le sue lettere d'amore il futuro scrittore transilvano Géza Tabéry, anch'egli studente all'epoca. Ancora nel mentre di questa storia d'amore, nel novembre 1911 Berta intraprese una corrispondenza col suo futuro marito, il poeta ungherese Endre Ady, ma il loro primo incontro personale ebbe luogo solo nel 1914, quando questi visitò il paese natale di Berta, Csucsa. Nello stesso anno anche Béla Lám, ingegnere e scrittore originario della Transilvania, si fidanzò segretamente con la giovane, ma il corteggiamento, durato meno di un mese, fu sopravanzato dell'amore sempre più profondo di Berta per Ady, con cui infine convolò a nozze il 27 marzo 1915.
Con la morte del padre, che si era sempre opposto alla pubblicazione dei suoi versi, Berta ereditò un appartamento in via Veres Pálné a Budapest, dove col marito si trasferì nell'autunno del 1917. Nel luogo dell'ex appartamento si trova oggi la sala commemorativa di Endre Ady del Museo di Letteratura Petőfi. Dopo la morte del poeta giunta all'inizio della primavera del 1919, Berta intrattenne per un anno una relazione romantica con Mihály Babits, noto collega del defunto marito. Nell'agosto 1920 sposò infine il pittore Ödön Márffy, prima di morire prematuramente all'età di quarant'anni, il 24 ottobre 1934, a causa di un ictus.
La poetessa è comunemente conosciuta in Ungheria con il suo pseudonimo Csinszka. Contrariamente a una comune credenza popolare, questo non si deve a un'invenzione del marito Ady, ma all'adattamento al femminile del suo nomignolo scherzoso da "nobile polacco" Csacsinszky o più in breve Csinszky. Nacque così il soprannome che la scrittrice continuò a usare anche dopo la morte del marito.

## Il ruolo di musa

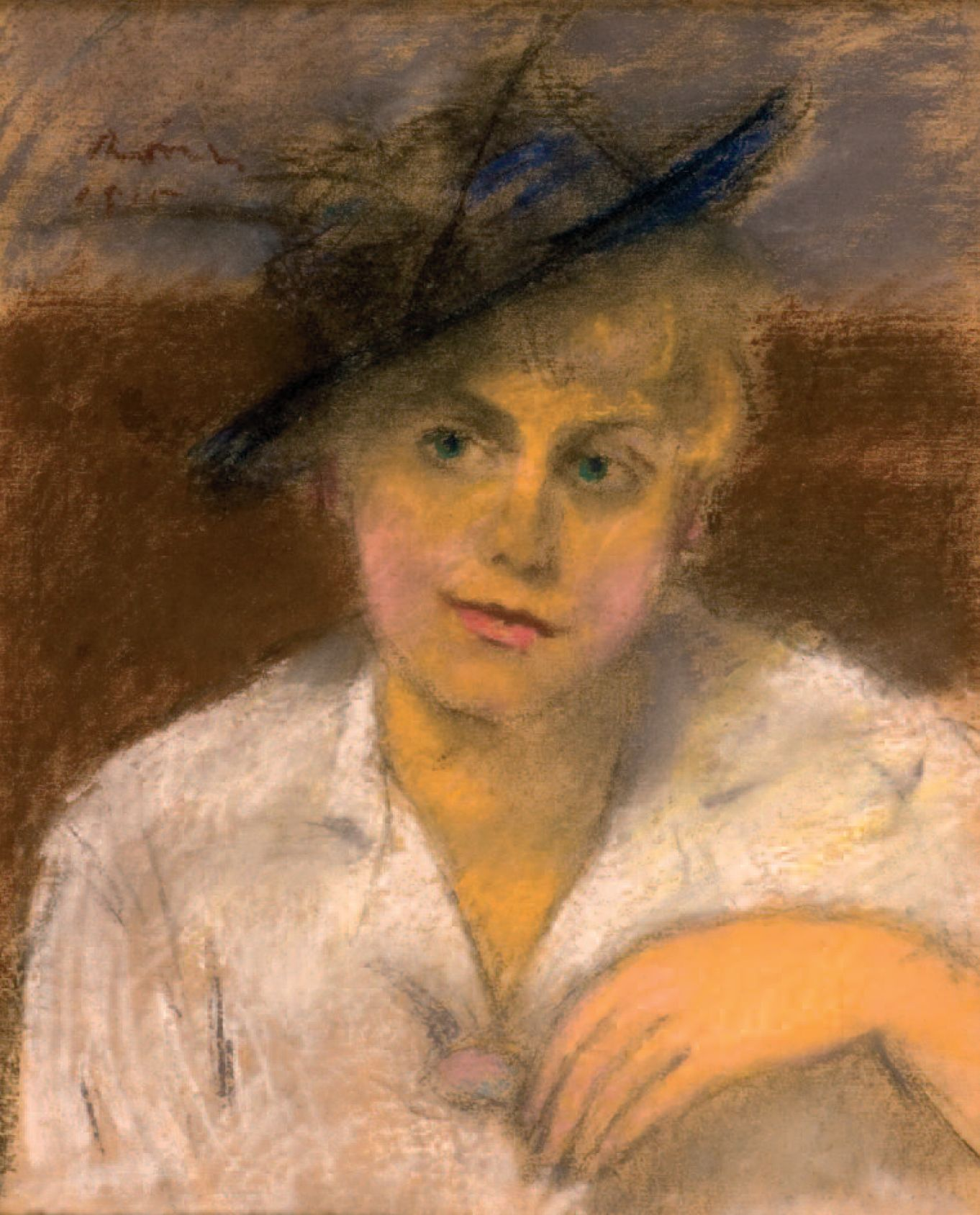
Un ritratto di Berta di mano di József Rippl-Rónai, 1915

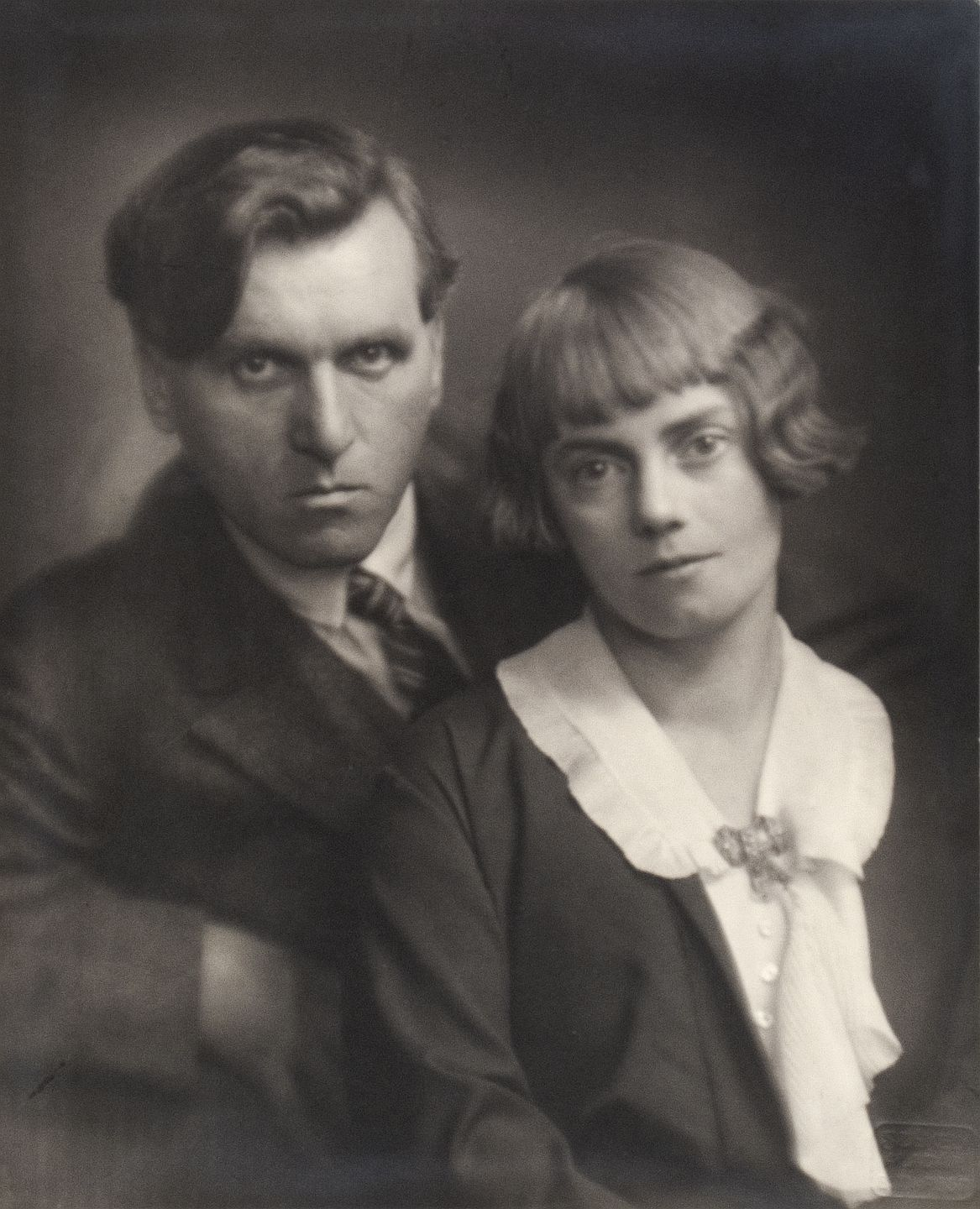
Ödön Márffy e Berta Boncza

Berta Boncza è nota per aver ricoperto più di una volta il ruolo di musa ispiratrice per la cerchia di artisti da lei frequentata. In modo simile a coevi casi di donne spesso oggetto di appassionati omaggi poetici e ritratti pittorici, come quello di Alma Mahler, anche Berta Boncza si cimentò in prima persona in diversi campi artistici: si dedicò seriamente alle belle arti e allo stesso tempo frequentò anche la scuola del pittore Károly Kernstok. Scrisse inoltre poesie e racconti dall'atmosfera Art Nouveau e si appassionò precocemente all'allora complicata tecnica fotografica.
Ciononostante, la sua produzione artistica non incontrò in vita un considerevole successo. Le sue poesie furono pubblicate per la prima volta solo nel 1931 e i suoi scritti autobiografici molto tempo dopo la sua morte, nel 1990. Alcuni suoi disegni e fotografie sono oggi in collezioni pubbliche e private.
Entrambi gli scrittori Géza Tabéry e Béla Lám hanno tratto spunto dalle loro relazioni sentimentali con Berta per alcune opere. Similmente, le poesie di Endre Ady a lei dedicate costituiscono certamente il ciclo più significativo degli ultimi testi d'amore del poeta. Lo stesso Mihály Babits scrisse poesie per Boncza durante la loro relazione e il pittore Ödön Márffy, suo marito in seconde nozze, produsse un'intera serie di ritratti di Berta, il cui ingente numero ha fatto sì che la critica si riferisse a questa fase pittorica dell'artista come al periodo Csinszka . Anche József Rippl-Rónai immortalò Csinszka in un ritratto a pastello e lo scrittore Zsigmond Móricz si ispirò a lei per il personaggio della strega nel suo romanzo Tündérkert del 1922.